# Andre Dozzell
Andre Leon Dozzell (Ipswich, Inglaterra, 2 de mayo de 1999) es un futbolista inglés. Juega como centrocampista y su equipo es el Portsmouth F. C. de la EFL Championship.

## Clubes
| Club                           | País       | Año       |
| ------------------------------ | ---------- | --------- |
| Ipswich Town F. C.             | Inglaterra | 2016-2021 |
| Queens Park Rangers F. C.      | Inglaterra | 2021-2024 |
| Birmingham City F. C. (cedido) | Inglaterra | 2024      |
| Portsmouth F. C.               | Inglaterra | 2024-     |

## Palmarés

### Campeonatos internacionales
| Título                      | Equipo            | Sede    | Año  |
| --------------------------- | ----------------- | ------- | ---- |
| Campeonato de Europa Sub-19 | Inglaterra sub-19 | Georgia | 2017 |